# Anglais canadien
 (septembre 2013).
Si vous disposez d'ouvrages ou d'articles de référence ou si vous connaissez des sites web de qualité traitant du thème abordé ici, merci de compléter l'article en donnant les références utiles à sa vérifiabilité et en les liant à la section « Notes et références ».
L’anglais canadien est la variante dialectale de l'anglais parlé au Canada. Il intègre des usages de l'anglais britannique, de l'anglais américain, du français canadien et de sa propre origine. Proprement dit, les linguistes peuvent diviser l'anglais parlé au Canada en plusieurs variétés.

## Particularités
Il existe des différences sur les manières de prononcer les voyelles et les diphtongues, et certains mots orthographiés avec un ‹ s › en anglais britannique le sont avec un ‹ z ›, comme aux États-Unis. Le vocabulaire évolue en fonction des besoins de la culture canadienne. Le canadianisme le plus facilement reconnu aux États-Unis est la prononciation du mot « about » (aʊ/oʊ).

### Accent
Il se distingue de l'accent américain par une élévation du son dans la voie buccale.
Le son or (e.g. origin, Florida, horrible, quarrel, warren, tomorrow, sorry, sorrow) se prononce davantage comme dans horse que dans start.

### Orthographe
L'orthographe est souvent britannique et se rapproche du français. Par exemple, les mots terminant en ‹ er › aux États-Unis conservent leur orthographe en ‹ re › au Canada (« centre », « theatre », « metre », « louvre », « mitre », « fibre », « litre », etc.). L'anglais canadien maintient la distinction entre les formes verbales et nominales dans les mots comme « license » (verbe) et « licence » (nom) et « practise » (verbe) et « practice » (nom). Par ailleurs, l’anglais canadien conserve le ‹ u › dans les mots comme « colour », « neighbour », « flavour », « favour », « saviour », « labour », « parlour », etc. À la différence des Américains, les Canadiens doublent les consonnes dans des mots comme « traveller », « counselling » et « jeweller ». Les Canadiens écrivent certains mots avec la terminaison ‹ ue › : « cheque », « catalogue », « analogue », etc. Les mots « offence » et « defence » ne s’écrivent pas avec un ‹ s › au Canada. Il est à noter que la couleur grise est « grey » et non pas « gray » au Canada. Les Canadiens ont rejeté la plupart des réformes linguistiques proposées par Noah Webster. Ils emploient toutefois l'orthographe employé aux États-Unis pour les mots tels que « organize » et « realize » (de préférence à « organise » et « realise »).

### Vocabulaire
En ce qui concerne la phonétique, la lettre ‹ Z › se prononce traditionnellement comme en français (zède) et non zi, comme aux États-Unis, mais cette dernière prononciation gagne du terrain. Il n’y a pas de distinction entre les voyelles dans « caught » et « cot ». Le mot « lieutenant » était jadis prononcé à la britannique, comme s’il était écrit « leftenant », mais la prononciation américaine « lootenant » est maintenant usuelle.
Les Canadiens utilisent le même vocabulaire que les Américains pour l’automobile « hood », « fender », « windshield », « trunk » et non « bonnet », « wing », « windscreen » et « boot » comme les Britanniques. 
Il faut faire attention avec le verbe « to table » dans son usage parlementaire. Au Canada, cela signifie proposer une loi, comme au Royaume-Uni, mais aux États-Unis, cela signifie mettre de côté pour être oublié.
Les Canadiens préfèrent le mot « railway » (Canadian National Railway) au mot « railroad ».
Les réserves des Premières Nations sont des « reserves » et non des « reservations ». Dans les cours de justice canadiennes, il y a des « witness boxes » et non des « witness stands ».

## Canada atlantique
Dans les Maritimes (le Nouveau-Brunswick, la Nouvelle-Écosse et l'Île-du-Prince-Édouard), on peut dire qu'il y a un dialecte distinct, mais certains vont jusqu'à distinguer trois ou quatre dialectes, comme celui de l'île du Cap-Breton, pour la région. Il y a aussi certains dialectes du français acadien qui sont fortement influencés par l'anglais, comme le chiac, un mélange des deux langues. Enfin, l'anglais de Terre-Neuve est également reconnu.